# パイクス・ピーク

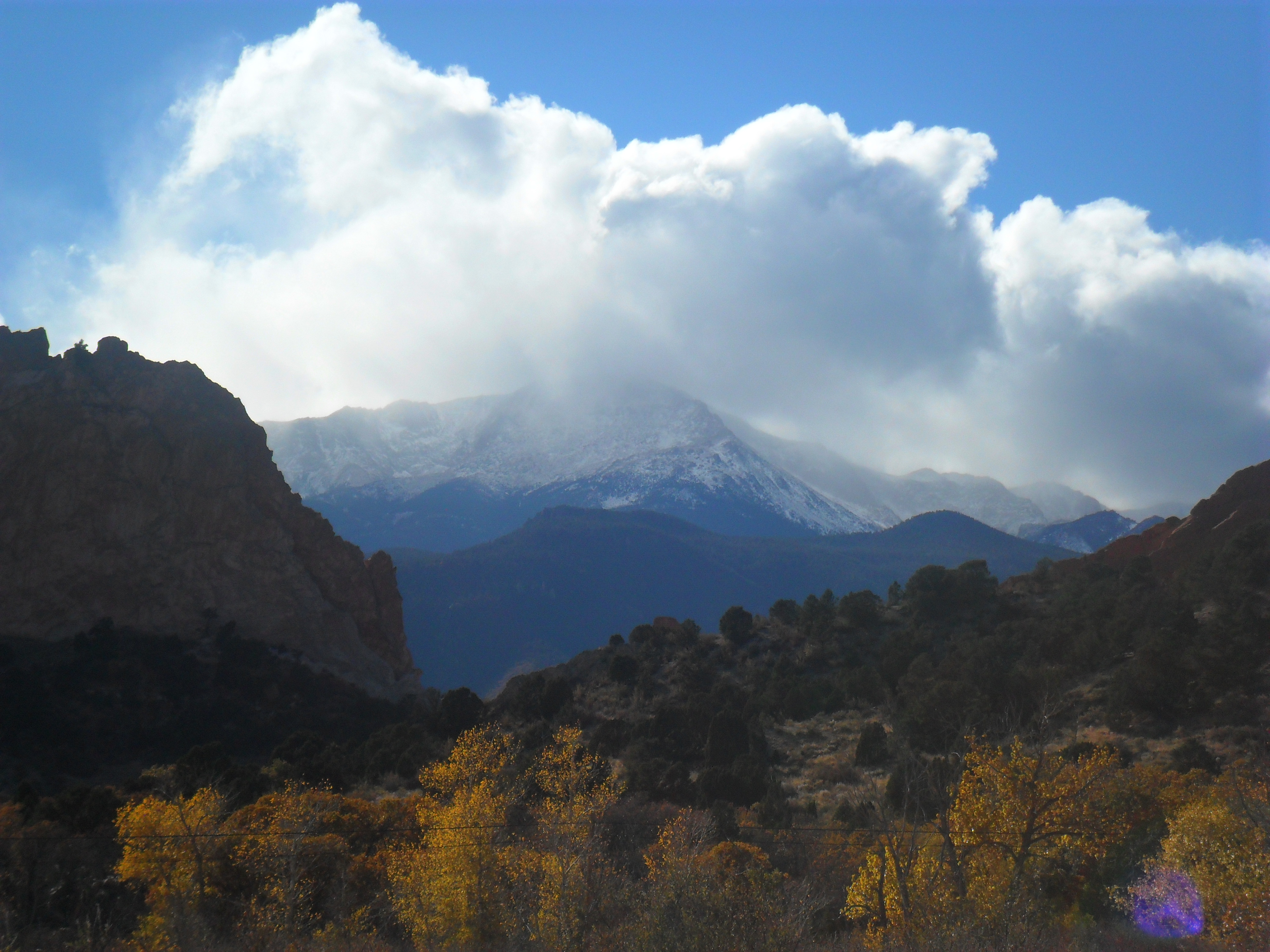
コロラドスプリングスから頂上を望む

パイクス・ピーク（Pikes Peak）とは、北アメリカ大陸はロッキー山脈内にある山の一つ。もっとも有名なアメリカの山頂の1つであり、コロラド州東部の主要都市であるコロラド・スプリングスが山麓に位置する。1806年に探検家のゼブロン・パイク(Zebulon Pike)によって紹介された為にPike’s Peak （パイクの頂）と名づけられた。山麓には炭酸泉が多数あり、飲泉が結核に効くとされたことから、19世紀にはマニトウ・スプリングスなどの保養地ができ始めた。
この地でモータースポーツの著名なレースの一つである「パイクス・ピーク・インターナショナル・ヒルクライム」が行われることで知られる。
マニトウ・スプリングスから頂上までは、1890年に開業したパイクス・ピーク・コグ鉄道というディーゼルカーの鉄道が通っている。コグ（Cog）とは歯車の意味で、2本のレールの間に設置されたラックレールに車両側の歯車を噛み合わせて勾配を上る、ラック式鉄道という種類の山岳鉄道である。「世界一高い登山鉄道」と言われ、頂上までの道のり約14キロメートルを1時間15分ほどかけて登って行く。